# Jim Kelly (acteur)
Pour les articles homonymes, voir Kelly, Jim Kelly et James Kelly.
James M. Kelly est un pratiquant des arts martiaux et acteur américain de la Blaxploitation, né le 5 mai 1946 à Millersburg dans le Kentucky et mort le 29 juin 2013 à San Diego en Californie. Il est surtout connu pour sa participation au film Opération Dragon avec Bruce Lee. Au cours des années 1980, il se retire du cinéma pour se consacrer au tennis et autres activités sportives.

## Mort
Il meurt d'un cancer à San Diego le 29 juin 2013 à 67 ans.

## Filmographie
- 1972 : Melinda de Hugh A. Robertson (en) : Charles Atkins
- 1973 : Opération Dragon (Enter the dragon / Long zheng hu dou) de Robert Clouse : Williams
- 1974 : La Ceinture noire (Black Belt Jones) de Robert Clouse : Black Belt Jones
- 1974 : Les Démolisseurs (Three the Hard Way) de Gordon Parks Jr. : Mister Keyes
- 1974 : Les 7 aiguilles d'or (en) / L'Aventurière de Hong Kong (Golden Needles) de Robert Clouse (+ chorégraphie des combats) : Jeff
- 1975 : La Chevauchée terrible (Take a Hard Ride / La lunga cavalcata / La parola di fuorilegge... è legge !) d'Antonio Margheriti : Kashtok
- 1976 : Faut pas karaté la queue du tigre (Hot Potato) d'Oscar Williams (en) (+ chorégraphie des combats) : Jones
- 1976 : Les 4 justiciers (One down, two to go / Three the hard way part 2) de Fred Williamson : Chuck
- 1977 : Black Samurai (en) d'Al Adamson (+ + chorégraphie des combats) : Robert Sand
- 1978 : The Tattoo Connection ou Black Belt Jones 2 ou Black kung fu contre Hong Kong connection ou Hong Kong Connection de Tso Nam Lee : Lucas
- 1978 : Dimension de la mort (en) (Death Dimension) d'Al Adamson : Lt. Detective J. Ash
- 1981 : The Amazing Mr. No Legs / Mr. No Legs (Death Dimension) (L'infernale poursuite) de Ricou Browning : ?
- 1982 : Chuck (One Down, Two To Go) : Chuck
- 1994 : Ultimatum de Cirio H. Santiago : un cadre
- 1994 : Stranglehold de Cirio H. Santiago : un cadre
- 1995 : Top fighter documentaire de Toby Russell : lui-même
- 2003 : Macked, hammered, slaughtered and shafted documentaire de David F. Walker : lui-même
- 2009 : Afro Ninja de Mark Hicks : Cleavon Washington
- 2011 : Kashtok speaks d'Elijah Drenner (court-métrage)